# Геогенетичний закон Рундквіста
Геогенетичний закон (Д. В. Рундквіста)

## Загальні положення
Згідно з генетичним законом,  мінералогічні процеси за стислі проміжки часу ніби повторюють (в зміненому вигляді, зі своєю специфікою) загальну історію геологічного розвитку Це означає, що геологічні процеси розвитку однонаправлені в усіх масштабах  геологічної  еволюції.
Розрізняють до 8 масштабів геологічної еволюції:
1. Загальна еволюція  Землі — вимірюється мільярдами років. За сучасними даними, загальна еволюція планети Земля налічує до 5 млрд років
2. Еволюція Землі в межах геологічного мегациклу. Ці проміжки еволюції вимірюються сотнями млн років, максимум — до одного млрд років.
3. Еволюція Землі в процесі розвитку  тектоніко-магматичного циклу. Вважають, шо цей період еволюції доцільно вимірювати десятками і сотнями млн років.
4. Еволюція процесів становлення генетично взаємопов'язаної серії магматичних порід і їх  мінералізації. Вимірюється мільйонами і десятком млн років.
5. Еволюція процесів становлення інтрузивного комплексу і пов'язаної з ним мінералізації. Цей процес продовжується сотнями тисяч, зрідка до млн років.
6. Еволюція етапів мінеранзації в ході утворення родовищ. Ці етапи тривають десятки і сотні тисяч років
7. Еволюція в середині стадій мінералізації. Триває тисячі і десятки тисяч років.
8. Еволюція всередині ритмів мінералізації триває до тисячі років.

Вважається що внаслідок дії закону прискорення еволюції тривалість все більш молодих її періодів закономірно скорочується. Цей постулат став можливим в результаті врахування дії більш загального — системогенетичною закону, за аналогією з дією  біогенетичного закону  Е. Геккеля і  Ф. Мюллера.
Проводити аналогії між еволюціями косної і живої речовин в методологічному відношенні не зовсім коректно. Закон прискорення еволюції розкриває швидкість формоутворення живої речовини в процесі геологічного часу. Згідно з цим законом, високоорганізовані форми існують менший проміжок часу, ніж низько організовані. Косну речовину можна умовно вважати цілком неорганізованою субстанцією і дію закону прискорення еволюції по відношенню до неї можна вважати практично нульовою, або надто уповільненою (,).
Д. В. Рундквіст зробив висновок,
|  | Есть определенное отличие в понимании закономерностей биогенетического развития и закономерностей, устанавливаемых при анализе минералообразования. В законе Геккеля подчеркивается элемент повторения истории данного индивида (онтогении) общей историей вида (филогенией). В то же время в процессах эндогенного минералообразования с неменьшей отчетливостью устанавливается и другая сторона, проявляющаяся в том, что процесс минералообразования после кульминации как бы в сжатом виде предопределяет дальнейшую тенденцию развития, то есть в зародыше проявляются процессы, которые в последующих образованиях получат более полное выражение. Например, развитие сульфитов в поздних периодах формирования грейзеновых месторождений и последующее самостоятельное развитие сульфидных месторождений и т.п. |

Про повторення в мінералогічних процесах загальної історії геологічного розвитку можна судити лише орієнтовно Важко погодитись із тим, шо геогенетичний закон Д. В. Рундквіста важливий для розуміння формування корисних копалин та їх цілеспрямованого пошуку. Геогенетичний закон слід вважати дискусійним.

## Космічна еволюція
Подібну закономірність знаходимо і в  космічній еволюції. Помічено, що розвиток космічних об'єктів повторює історію розвитку  Метагалактики. В теоретичних роботах  С. К. Всехсвятського і в ході досліджень Всесвіту космічними апаратами доведено, що  комети, астероїди, метеорні тіла виникли в результаті вибуху або дроблення більш масивного тіла. Для ранніх стадій еволюції  планет характерні потужні вулканічні виверження. У зоряній астрономії вибухи теж часто спостерігаються: неодноразово фіксувалася поява в результаті вибухів так званих  нових і  наднових зірок. Не є винятком ще більш великі космічні утворення —  галактики. Наприклад, галактики Маркаряна, Сейферта, а також ряд інших можуть служити прикладом галактик, що вибухають. І, нарешті, згідно з прийнятою сьогодні гіпотезою  Великого вибуху, народження Метагалактики також супроводжувалося самими потужними вибуховими процесами. Як бачимо, більш молоді космічні утворення повторюють в своєму індивідуальному розвитку процеси, характерні для початкових етапів еволюції Всесвіту.

## Ресурси Інтернету
- Универсализм механизмов и факторов эволюции
- Закони екології [Архівовано 3 листопада 2012 у Wayback Machine.]
- Основные законы экологии[недоступне посилання з липня 2019]